# Cem Adrian
Cem Adrian (Edirne, 1980. november 30. –) török alternatív előadó, énekes, zeneszerző és producer. Az Adrian művésznevet szülővárosa, Edirne régi nevéből, az Adrianopoliszból rövidítette. Hangterjedelméről megoszlanak a vélemények, az általános szakvélemény szerint 4,5 oktáv között énekel, de az orvosi vizsgálatok megerősítették, hogy hangterjedelme fizikailag megközelíti a 7 oktávot, mivel egy genetikai rendellenességnek köszönhetően hangszálai háromszor hosszabbak az átlagosnál.

## Életrajza
Jugoszláv-török származású szülők második gyermekeként, de Törökországban született, zenével már a középiskolában elkezdett foglalkozni. 18 évesen egy helyi rádiónál helyezkedett el, miközben színházi és fényképészeti tanulmányokat folytatott. Rádiós évei alatt több mint 250 saját dalt rögzített a rádió stúdiójában.
2003-ban a Serkan és Efkan Erdallal közösen alapított Mystica nevű, etnikai zenét játszó formációban énekelt és táncolt. 2004-ben a világhírű török zongorista Fazıl Say közbenjárására felvették a Bilkent Egyetem zeneművészeti karára, magánhallgatóként. 2005-ben jelent meg első albuma Ben bu şarkıyı sana yazdım (Ezt a dalt neked írtam) címmel. Az album válogatás 1997 és 2003 között felvett demóiból, valamint a 2004-ben Fazıl Say-jal közös koncertfelvételeiből. Az alternatív stílusú album 16 000 példányban fogyott, a dalok a popzenei listákon is jó eredményeket értek el.
2006 decemberében jelent meg második albuma, Aşk Bu Gece Şehri Terk Etti (A szerelem ma éjjel elhagyta a várost) címmel. Harmadik albuma, az Essentials / Seçkiler - Etnik (Essentials / Válogatás) címmel 2008 júniusában került a boltokba, érdekessége, hogy Adrian csak egyetlen hangszert, zongorát használt a felvételek elkészítésekor. 2008 decemberében negyedik albuma is elkészült, Emir (Parancsolat) címmel, melyen Pamela Spence és Hayko Cepkin is közreműködik. Az album borítójának képeit Mehmet Turgut készítette.
Nehéz leírni [a hangját]! A legmélyebb hangfekvéstől a legmagasabbig igen színes hangskálájú, 4,5 oktávnyi hangterjedelemmel rendelkezik.... Cem-férfi-hangon, Cem-női-hangon, Cem-gyerek-hangon... Hangszálai háromszor hosszabbak egy átlagos emberénél.

## Lemezei
- Tenor (falzett) hangfekvésben

Nem tudod lejátszani a fájlt?

### Stúdióalbumok
- Ben bu şarkıyı sana yazdım (2005)
- Aşk Bu Gece Şehri Terk Etti (2006)
- Essentials / Seçkiler - Etnik (2008)
- Emir (2008)
- Kayıp Çocuk Masalları (2010)
- Siyah Bir Veda Öpücüğü (2012)
- Şeker Prens ve Tuz Kral (2013)
- Cam Havli (Umay Umay) (2014)
- Sana Bunları Hiç Bilmediğin Bir Yerden Yazıyorum (2014)
- Yalnızlık Senden Daha Çok Seviyor Beni (2015)
- Essentials / Seçkiler 2 (2016)
- Tuz Buz (2017)

### Középlemezek
- Yalnızlık Senden Daha Çok Seviyor Beni (2015)

### Kislemezek
- 2015: İlk ve Son Kez
- 2016: Siyah Beyaz
- 2018: Kalbim Çukurda (feat. Gazapizm)
- 2018: Essentials / Seçkiler 3
- 2018: Sen Benim Şarkılarımsın (feat. Hande Mehan)
- 2018: Geri Dönme (feat. Kalben)
- 2018: Yolun Sonu Görünüyor (feat. Musa Eroğlu)
- 2018: Kirpiğin Kaşına Değdiği Zaman (feat. Ahmet Aslan)
- 2019: Ah Bu Şarkıların Gözü Kör Olsun (feat. Hande Mehan)
- 2019: Kum Gibi (feat. Hande Mehan)
- 2019: O Yar Gelir (feat. Zeynep Karababa)
- 2019: Bu Yollar Hep Sana Çıkar (feat. Hande Mehan)
- 2019: Bana Sorma (feat. Melek Mosso)

### Közreműködések
- Made In Turkey Vol. IV (válogatásalbum)
  - Al Fadimem (népdal, az Essentials albumról)
- Lora: Bir Kadının Portresi
  - Sis
- Artun Ertürk & Diplomatik Rock Opera
  - Sevgisizlik
- Tetik: Ta Kendisi
  - Beş kişi arabada
- Soner Canözer & Prag Filarmoni Orkestrası: Masalcı’nın On Beş Yılı (2009)
  - Kaf Dağının Ardında
- Fazıl Say feat. Güvenç Dağüstün, Burcu Uyar, Selva Erdener
  - İnsan İnsan
- Mahzuni'ye Saygı (2017)
  - Dumanlı Dumanlı